# هينجيس (باد كاليه)
هينجيس، باد كاليه (بالفرنسية: Hinges, Pas-de-Calais)‏ هي بلدية تقع في إقليم باد كاليه من منطقة نور با دو كاليه في شمال فرنسا. تبلغ مساحة هذه المدينة 8.31 (كم²)، وترتفع عن سطح البحر 44 م، يبلغ عدد سكانها 2214 نسمة حسب إحصاء المعهد الوطني للإحصاء والدراسات الاقتصادية سنة 2009 م. وترأس André Delory البلدية خلال فترة (2008-2014).